# FIFA 21
FIFA 21 — 28-я по счёту компьютерная игра из серии FIFA в жанре футбольного симулятора, разработанная компаниями EA Vancouver и EA Romania под издательством Electronic Arts. На PC, PlayStation 4, Xbox One и Nintendo Switch игра вышла 9 октября 2020 года, а на платформы нового поколения (PlayStation 5 и Xbox Series X/S) — 3 декабря 2020 года.

## Особенности

### Ultimate Team
В режиме Ultimate Team цель игрока — собрать лучшую команду, покупая игроков на трансферном рынке, а также получая их из наборов и заданий. В режиме есть шесть видов игр: Squad Battles, представляющий собой игру против ИИ, но при этом с командами, которые создали другие игроки; Division Rivals — онлайн игра в специальной лиге, «Испытания подбора команды» — единственный режим, в котором нужно не играть, а собирать состав для получения наборов и игроков; товарищеские матчи с компьютером, по сети или с друзьями, «Драфт», где игрок собирает команду из игроков на выбор и играет с компьютером до четырёх побед, после этого получая награды; и «Драфт онлайн», представляющий собой онлайн версию режима «Драфт».

### Режим карьеры
После многолетней критики со стороны сообщества в режим карьеры, в основном, в режим тренера, добавлены некоторые изменения: интерактивная симуляция матча, позволяющая входить в матч и выходить из него по ходу игры; улучшение системы тренировок и развития игроков; улучшенный ИИ, который означает более осмысленные действия как в атаке, так и в обороне (теперь игроки под управлением ИИ принимают более взвешенные решения при опеке, отборах, передачах и дриблинге); новые варианты трансферов (трансферы становятся ещё более реалистичными, предлагая командам под управлением пользователя и ИИ новые возможности приобретения игроков).

### VOLTA Football 21
Volta Football, появившийся в предыдущей игре, будет и здесь. В него добавят такие режимы, как «Дебют», продолжение прошлогоднего сюжетного режима, при участии Зинедина Зидана, Тьерри Анри, Кака, Фрэнка Лэмпарда; Volta Squads, онлайн-режим, в котором люди могут играть с друзьями, и Feature Battles.

## Критика
После того, как EA Sports представили обложку игры, она была высмеяна пользователями интернета.
На англоязычном разделе сайта IGN версия игры для Nintendo Switch подвергалась критике за то, что «практически не изменилась» после FIFA 20 (которая в свою очередь также «практически не изменилась» после FIFA 19). Версия для PS4 тоже была раскритикована на сайте Metacritic.
Несмотря на всю критику игра стала самой скачиваемой в октябре 2020 года на PS4.